# Illa Sargantana
L’Illa de sa Sargantana ist eine kleine Mittelmeerinsel. Sie liegt an der Nordküste der Baleareninsel Menorca in der Bucht von Fornells die zur Gemeinde Es Mercadal gehört.
Auf der Insel mit einer Fläche von 2,5 ha befinden sich Reste einer Verteidigungsanlage, Burgruine und ein Turm aus dem 17. Jahrhundert. Der Name der Insel stammt von der Präsenz der endemischen Eidechse Podarcis lilfordi sargantanae ab. (la sargantana = deutsch: Eidechse) Am 8. Oktober 1993 wurden die Inseln zum Schutz typischer Landschaften zum Biosphärenreservat erklärt und in die Vereinbarungen der UNESCO aufgenommen. Der Schwerpunkt liegt dabei auf dem Schutz einzelner Landschaftsteile: Naturdenkmale, geschützte Landschaftsbestandteile, Schutz von Arten und Biotopen nach der Richtlinie 79/409/EWG über die Erhaltung der wildlebenden Vogelarten und der Fauna-Flora-Habitat-Richtlinie zur Bildung eines europäischen Biotopverbundsystems Natura 2000.